# Alfre Woodard
Alfre Woodard (født 8. november 1952) er en amerikansk teater-, tv- og filmskuespiller.
Woodard har optrådt i over 50 film, bl.a. Crooklyn (1994), Primal Fear (1996), Star Trek: First Contact (1996), Beauty Shop (2005) og Take The Lead (2006). Hun har også produceret filmen Down in the Delta (1998). I de seneste år er hun blevet noteret for sin rolle i tv-serien Desperate Housewives hvor hun spiller Betty Applewhite.
Hun er også en politisk aktivist for demokraterne.
Alfre Woodard er firegange Emmy-vinder i roller Distrikt Hill Street, Advokaterne, Miss Evers' Boys og Forsvarerne.

## Filmografi
- Captain America: Civil War - 2 D (2016)
- Captain America: Civil War - 3 D (2016)
- Mississippi Grind (2015)
- Annabelle (2014)
- 12 Years a Slave (2013)
- Take the Lead (2006)
- The Forgotten (2004)
- Radio (2003)
- The Core (2003)
- The Singing Detective (2003)
- K-PAX (2001)
- Dinosauerne (2000)
- Primal Fear (1996)
- Star Trek: First Contact (1996)
- Kærlighedens mønster (1995)
- Blue Chips (1994)
- Crooklyn (1994)
- Heart and Souls (1993)
- Passion fish (1993)
- Grand Canyon - i storbyens hjerte (1991)
- Byens skønhed (1989)